# Назаровка (Костанайская область)
Назаровка — упразднённое село в Карабалыкском районе Костанайской области Казахстана. Входило в состав Карабалыкского сельского округа. Ликвидировано в 2011 году.

## География
Находилось примерно в 31 км к юго-востоку от районного центра, посёлка Карабалык.
В 6 км к юго-востоку от села находится озеро Назаркерей, в 8 км к северо-востоку — Большой Кансулик, в 10 км к юго-западу — Бисарколь, в 5 км к югу — Жерлыгаз, в 7 км к югу — пересыхающее озеро Шабанколь.

## Население
В 1999 году население села составляло 228 человек (102 мужчины и 126 женщин). По данным переписи 2009 года в селе проживали 2 мужчины.